# 천안군 (1992년 선거구)
천안군은 대한민국의 옛 국회의원 선거구이다. 당시 충청남도 천안군 지역을 관할했다.

## 역사
1991년 1월 1일을 기해 천원군이 천안군으로 개칭되었다. 이에 대한민국 제14대 국회의원 선거를 앞두고 천원군 선거구가 천안군 선거구로 개편되었다.
1995년 1월 1일을 기해 천안시와 천안군이 통합하면서 통합 천안시가 출범했다. 이에 대한민국 제15대 국회의원 선거를 앞두고 통합 천안시가 천안시 갑, 천안시 을 선거구를 형성하게 되면서 폐지되었다.

## 역대 국회의원
| 선거   | 정당 | 정당       | 의원   |
| ------ | ---- | ---------- | ------ |
| 1992년 |      | 민주자유당 | 함석재 |

## 역대 선거 결과

### 대한민국 제14대 국회의원 선거
|  | 49.74% |

|  | 20.51% |

|  | 15.32% |

|  | 8.83% |

|  | 5.57% |